# Joelia Snigir
Joelia Viktorovna Snigir (Russisch: Юлия Викторовна Снигирь) (Donskoj, Oblast Toela, 2 juni 1983) is een Russische actrice en model.